# Monterosso mon amour
 Monterosso mon amour  is het boekenweekgeschenk van 2022, geschreven door Ilja Leonard Pfeijffer. Het kwam uit op 9 april 2022, op de eerste dag van de Boekenweek, die in 2022 het thema 'Eerste Liefde' had. De auteur verwerkte dit thema in een passend verhaal.

## Hoofdpersonen
- Carmen. Diplomatenvrouw. Heeft in 6 continenten tennisballen in het net geslagen. Kinderloos getrouwd met Rob, die leek op een filmster, maar net de competentie miste om ambassadeur te worden. De eeuwige tweede man koos versneld voor een vervroegd pensioen in de plaats L..
- Antonio. Italiaanse eerste liefde van de 16-jarige Carmen, die haar onder water kuste en aan wie ze die zomer beloofde terug te zullen komen.
- Oronzo. Wees. Woont bij de moeder van zijn vader. Moeder Kasia is omgekomen bij een verkeersongeluk en zijn vader Antonio kwam om toen hij hem het leven redde  in de grote overstroming, die het gebied trof op 25 oktober 2011.[3]
- Tiziana. Runt een B&B in Monterosso. Fundamentalistische  altruïst.
- Ilja Leonard Pfeijffer, beschrijft zijn uiterlijk als de directeur van de botsautootjes. Geeft op verzoek van Carmen een lezing te L. en ontmoet haar terug in het vliegtuig vanuit Italië, waar Carmen haar verhaal aan hem uit de doeken doet.

## Openingszin
Wordt ontevredenheid tevredenheid als je je erbij neerlegt?

## Verhaal
Carmen heeft na de pensionering van haar echtgenoot een klein baantje bij de bibliotheek van de middelgrote stad L.. Zij strikt tot haar genoegen de bekende schrijver Ilja voor een succesvolle lezing. Tot haar verbazing roert hij het vissersplaatsje Monterosso al Mare aan, waar Carmen haar eerste zoen onder water kreeg.
Na afloop van de lezing besluit ze terug te keren naar de vakantieplaats uit haar jeugd, om te zien of Antonio nog in leven is.
Pensionhoudster Tiziana gaat mee in het plan, mede omdat er door de uitbraak van de coronapandemie de bewoners van het plaatsje op zichzelf worden teruggeworpen.
Carmen had op haar eerste dag een jongetje ontmoet, dat haar leven redt tijdens het zwemmen. Paradoxaal was dat Carmen juist de zee in dook om het jongetje Oronzo te redden. Hij draagt een petje met de titel van het boekenweekgeschenk 2022.
Oronzo is wees en als zijn oma met ernstige coronaklachten in het ziekenhuis wordt opgenomen, komt Oronzo bij Carmen en Tiziana logeren. Als oma na een tijd verzwakt terug thuis komt, hoort Carmen het verhaal van de echte Antonio, de vader van Oronzo, die overleden blijkt. Eerder had Tiziana een nepperd laten opdraven, die Carmen snel had ontmaskerd.
Terug in het vliegtuig naar Nederland komt Carmen toevallig naast Ilja te zitten. Hij weet niet veel meer van zijn lezing te L. maar weet nog wel dat Monique en niet Carmen zijn jeugdliefde was uit R..  Carmen barst uit in een hysterisch gelach en memoreert dat haar hele leven een misverstand is. Ze vertelt haar levensverhaal, dat ze dacht de Monique van Ilja te zijn, dat laatstgenoemde vertelde over Monterosso, dat ze daarom terug is gegaan naar Italië en dat ze er daar achter kwam dat Antonio dood is maar dat zijn zoon leeft. Ilja is erg onder de indruk van haar verhaal en belooft dit verhaal te zullen doorvertellen.

## Slotzin
Dat het zal bestaan omdat het verteld zal worden.

## Thema Boekenweek
Carmen denkt terug aan haar eerste liefde Antonio, als de door haar gestrikte schrijver Ilja vertelt over Monterosso tijdens zijn lezing te L.. Maar omdat Carmen bij Ilja op de lagere school te R. in de klas heeft gezeten denkt ze abusievelijk dat zij de Monique is van het Jacob Hamelinkpad, die het schoolzwemmen van Ilja zin gaf.